# Arenaria purpurascens
Arenaria purpurascens là loài thực vật có hoa thuộc họ Cẩm chướng. Loài này được Ramond ex DC. mô tả khoa học đầu tiên năm 1805.